# Генератриса
У комбінаториці генератри́са або твірна функція (англ. generating function) послідовності {\displaystyle \{a_{n}\}} — це формальний степеневий ряд
{\displaystyle f(x)=\sum _{n=0}^{\infty }a_{n}x^{n}}.
Експоненційна генератриса (твірна функція) — це формальний степеневий ряд
{\displaystyle \sum _{n=0}^{\infty }a_{n}{\frac {x^{n}}{n!}}}.
Доволі часто генератриса (твірна функція) послідовності {\displaystyle \{a_{n}\}} є одночасно рядом Тейлора відомої аналітичної функції, і це можна використовувати при дослідженні властивостей самої послідовності.
Тим не менше, генератрисі необов'язково відповідає аналітична функція.
Наприклад, два ряди
{\displaystyle \sum _{n=0}^{\infty }(3^{n})^{n}x^{n}} і {\displaystyle \sum _{n=0}^{\infty }(2^{n})^{n}x^{n}}
мають радіус збіжності нуль, тобто розбігаються в усіх точках, крім нуля, а в нулі обидва дають 1, тобто як функції вони збігаються; тим не менше, як генератриси (тобто формальні ряди) вони різні.
Генератриси (твірні функції) надають можливість просто описувати складні послідовності в комбінаториці, а іноді допомагають знайти для них явні формули.
Метод генератрис був розроблений Ейлером у 50-х роках XVIII століття.

## Властивості
- (Експоненціальна) генератриса (твірна функція) суми (чи різниці) двох послідовностей дорівнює сумі (чи різниці) відповідних (експоненціальних) генератрис.
- Якщо {\displaystyle A(x)=\sum _{n=0}^{\infty }a_{n}x^{n}} і {\displaystyle B(x)=\sum _{n=0}^{\infty }b_{n}x^{n}} — генератриси послідовностей {\displaystyle \{a_{n}\}} і {\displaystyle \{b_{n}\}}, то {\displaystyle A(x)B(x)=\sum _{n=0}^{\infty }c_{n}x^{n}}, де {\displaystyle c_{n}=\sum _{k=0}^{n}a_{k}b_{n-k}}.
- Якщо {\displaystyle A(x)=\sum _{n=0}^{\infty }a_{n}{\frac {x^{n}}{n!}}} і {\displaystyle B(x)=\sum _{n=0}^{\infty }b_{n}{\frac {x^{n}}{n!}}} — експоненційні генератриси послідовностей {\displaystyle \{a_{n}\}} і {\displaystyle \{b_{n}\}}, то {\displaystyle A(x)B(x)=\sum _{n=0}^{\infty }c_{n}{\frac {x^{n}}{n!}}}, де {\displaystyle c_{n}=\sum _{k=0}^{n}{n \choose k}a_{k}b_{n-k}}.

## Приклади
Нехай {\displaystyle B_{n}} дорівнює кількості варіантів представлення числа {\displaystyle n} у вигляді {\displaystyle k_{1}+k_{2}+\cdots +k_{m}}, де {\displaystyle \{k_{i}\}} — невід'ємні цілі числа і {\displaystyle m} фіксовано, тоді
{\displaystyle \sum _{n=0}^{\infty }B_{n}x^{n}=(1+x+x^{2}+\cdots )^{m}=(1-x)^{-m}}
Тепер число {\displaystyle B_{n}} можна знайти як коефіцієнт при {\displaystyle x^{n}} в розкладі {\displaystyle (1-x)^{-m}} по степенях {\displaystyle x}. Для цього можна скористатися визначенням біноміальних коефіцієнтів або ж безпосередньо взяти n разів похідну в нулі:
{\displaystyle B_{n}=(-1)^{n}{-m \choose n}=m(m+1)\cdots (m+n-1)/n!={m+n-1 \choose n}.}

## Додатково
Переклад «генератриса» терміна «generating function» з англійської є не досить вдалим. Краще використовувати натомість більш вживаний термін в українській математичній літературі — «твірна функція», якому відповідає російське «производящая функция» [недоступне посилання з липня 2019].